# Lissochlora vividata
Lissochlora vividata là một loài bướm đêm trong họ Geometridae.